# Aeroportul Internațional Shenzhen Bao'an
Aeroportul Internațional Shenzhen Bao'an (IATA: SZX, ICAO: ZGSZ) este un aeroport din Bao'an District⁠(d), Shenzhen, Guangdong, Republica Populară Chineză ce deservește zona Shenzhen. Aeroportul a fost tranzitat în 2022 de 21.563.437 de pasageri. A fost deschis în 12 octombrie 1991 și numit după zona deservită.
Situat la o altitudine de 4 m, aeroportul dispune de 2 piste.

## Infrastructură

### Piste
Aeroportul dispune de 2 piste. Pista 15/33 are suprafața de beton și dimensiunile 3.400 m × 45 m. Pista 16/34 are suprafața de beton și dimensiunile 3.800 m × 60 m. 